# Панцирниковые

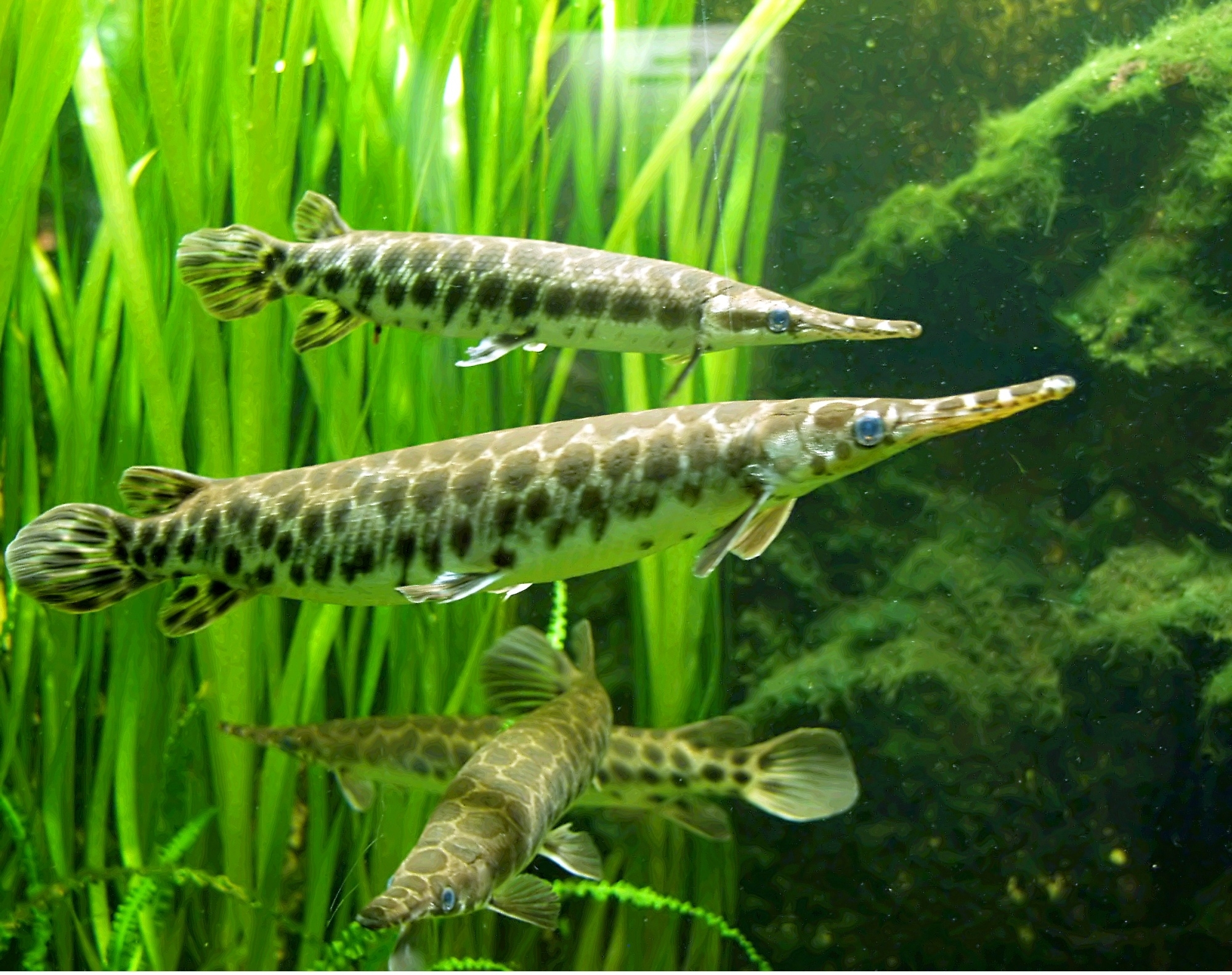
Пятнистая панцирная щука|Пятнистые панцирные щуки (Lepisosteus oculatus)

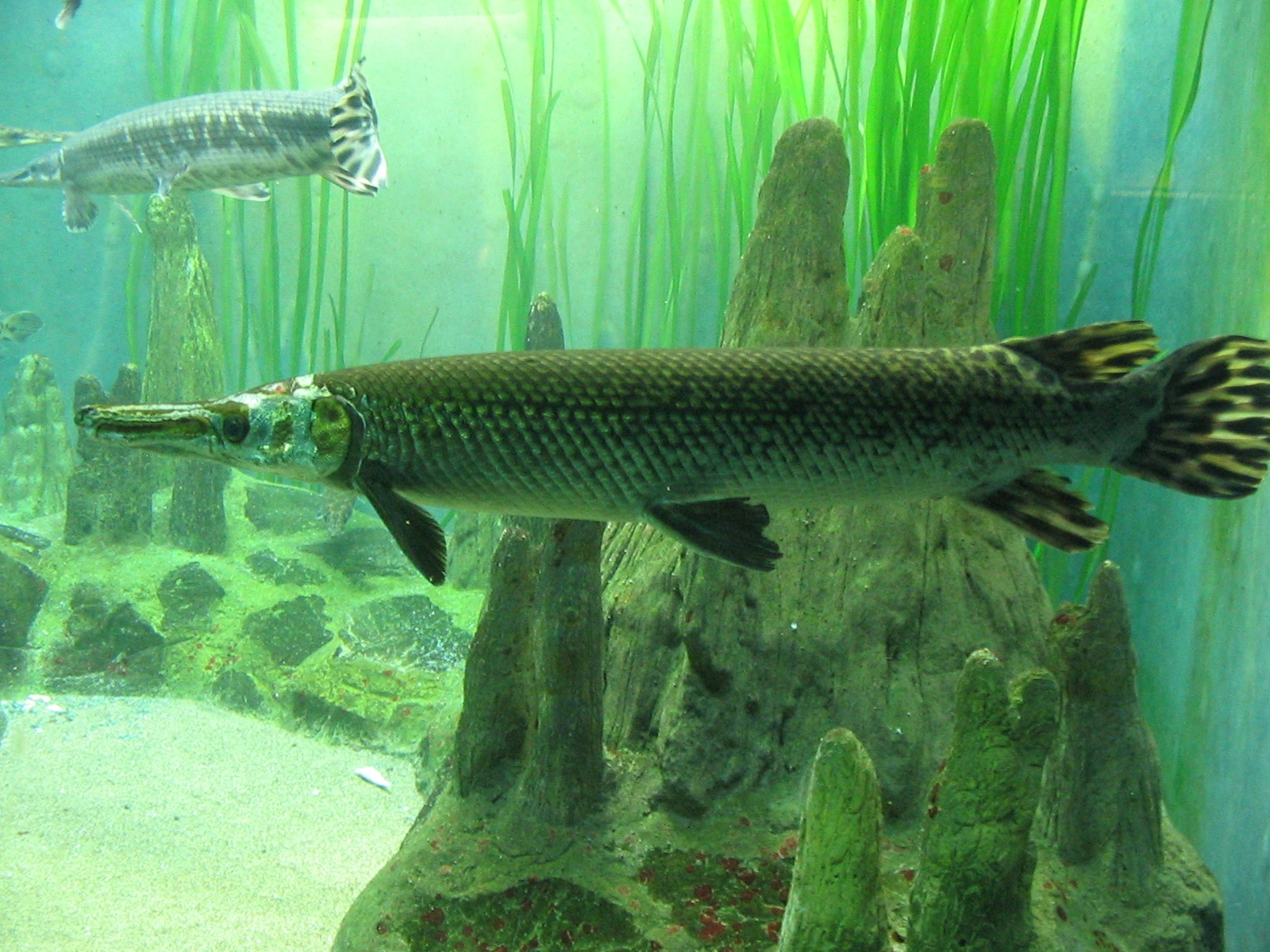
Крупный панцирник, Аквариум Шедда, Чикаго

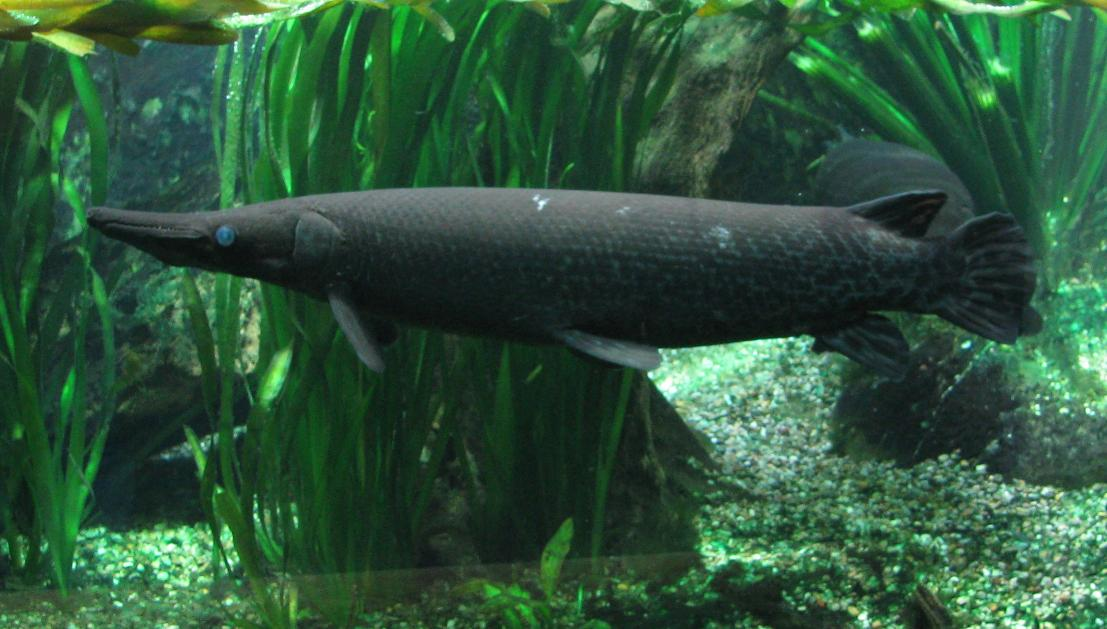
Atractosteus spatula

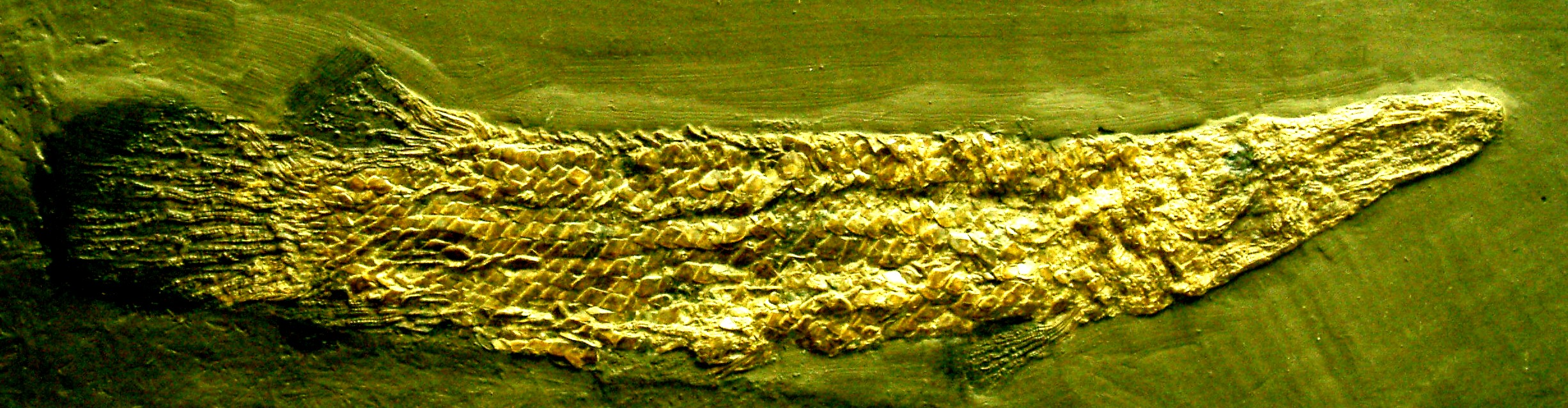
Ископаемый Atractosteus

Панцирниковые, или панцирные щуки, или каймановые рыбы (лат. Lepisosteidae), — семейство лучепёрых рыб, единственное современное в отряде панцирникообразных (Lepisosteiformes). Группа насчитывает семь ныне живущих видов рыб, обитающих в пресных, солоноватых, а изредка даже в морских водах. Представители встречаются на востоке Северной и Центральной Америки от южного Квебека до Коста-Рики, а также на Карибских островах (Куба).
Название рода наиболее характерных представителей отряда Lepisosteus происходит от др.-греч. λεπίς «чешуя» и ὀστέον «кость».

## Эволюция
Панцирники относятся к примитивным лучепёрым рыбам; ископаемые отпечатки этих рыб известны начиная с позднего мелового периода и встречаются в Европе, Южной Америке и Северной Америке — таким образом, в прошлом область распространения панцирников была существенно шире современной.
Панцирники являются остатком примитивных костных рыб, которые были широко распространены в мезозое и являются ближайшими родственниками ильной рыбы, которая в настоящее время также встречается лишь в Северной Америке.

## Анатомия и морфология
Тело панцирников удлинённое, покрытое прочной ганоидной чешуёй, челюсти удлинённые с длинными острыми зубами. Хвостовой плавник укороченно гетероцеркальный: опорные элементы лучей (гипуралии) поддерживаются загнутым кверху окончанием позвоночного столба, спинной плавник расположен близко к хвосту. В боковой линии приблизительно 50—65 чешуй. Их пронизанный кровеносными сосудами плавательный пузырь может функционировать как лёгкое, поэтому панцирники нередко выныривают на поверхность, чтобы вдохнуть свежий воздух, чаще делают это в стоячей или тёплой воде, где низкая концентрация кислорода. В результате они довольно выносливы и могут жить в условиях, непереносимых для большинства других рыб.
Все панцирники относительно крупные рыбы: длина наиболее крупного вида — миссисипского панцирника (Atractosteus spatula) — в отдельных случаях достигает 4,5 метров. Даже небольшие виды, такие как Lepisosteus oculatus, во взрослом состоянии обычно достигают 60 см, иногда и больше.

## Экология
Панцирники обычно довольно медлительны, за исключением моментов, когда они бросаются на добычу. Они предпочитают мелководье, заросшее водорослями в реках, озёрах и заливах, нередко сбиваются в небольшие группы. Это прожорливые хищники, хватающие жертву своими похожими на иглы зубами. Панцирники питаются мелкими рыбами и беспозвоночными, например, крабами.

## Классификация
В состав семейства панцирниковых включают два современных рода с 7 видами и несколько ископаемых родов:
- Lepisosteus — Панцирные щуки
  - Lepisosteus oculatus — Пятнистая панцирная щука, или пятнистый панцирник[2]
  - Lepisosteus osseus — Длиннорылый панцирник
  - Lepisosteus platostomus — Тупорылый панцирник
  - Lepisosteus platyrhincus — Флоридский панцирник
  - † Lepisosteus cominatoi — верхний мел Южной Америки (93,9—83,6 млн лет назад)[9]
  - † Lepisosteus occidentalis — верхний мел—ранний эоцен Северной Америки (83,6—50,3 млн лет назад)[10]
  - † Lepisosteus simplex — ранний эоцен Северной Америки (50,3—40,4 млн лет назад)[11]
- Atractosteus — Панцирники
  - Atractosteus spatula — Миссисипский панцирник
  - Atractosteus tristoechus — Кубинский панцирник
  - Atractosteus tropicus — Мексиканский панцирник
  - † Atractosteus turanensis — верхний мел Средней Азии (89,8—86,3 млн лет назад)[12]
- † Paralepidosteus
  - † Paralepidosteus africanus — верхний мел Африки (100,5—66,0 млн лет назад)[13]
- † Masillosteus[14]
- † Oniichthys[15]
  - † Oniichthys falipoui — середина мелового периода Африки (113—94 млн лет назад)[16]

### Филогения
Кладограмма согласно филогенетическому анализу на основе молекулярных данных, проведённому Wright et al., 2012:
|  | Мексиканский панцирник                                                         |
|  |                                                                                |
|  | \| \| Кубинский панцирник \| \| \| \| \| \| Миссисипский панцирник \| \| \| \| |
|  |                                                                                |
|  | Кубинский панцирник                                                            |
|  |                                                                                |
|  | Миссисипский панцирник                                                         |
|  |                                                                                |

|  | Кубинский панцирник    |
|  |                        |
|  | Миссисипский панцирник |
|  |                        |

|  | Флоридский панцирник     |
|  |                          |
|  | Пятнистая панцирная щука |
|  |                          |

|  | Тупорылый панцирник   |
|  |                       |
|  | Длиннорылый панцирник |
|  |                       |

|  | Флоридский панцирник     |
|  |                          |
|  | Пятнистая панцирная щука |
|  |                          |

|  | Тупорылый панцирник   |
|  |                       |
|  | Длиннорылый панцирник |
|  |                       |

|  | Мексиканский панцирник                                                         |
|  |                                                                                |
|  | \| \| Кубинский панцирник \| \| \| \| \| \| Миссисипский панцирник \| \| \| \| |
|  |                                                                                |
|  | Кубинский панцирник                                                            |
|  |                                                                                |
|  | Миссисипский панцирник                                                         |
|  |                                                                                |

|  | Кубинский панцирник    |
|  |                        |
|  | Миссисипский панцирник |
|  |                        |

|  | Флоридский панцирник     |
|  |                          |
|  | Пятнистая панцирная щука |
|  |                          |

|  | Тупорылый панцирник   |
|  |                       |
|  | Длиннорылый панцирник |
|  |                       |

|  | Флоридский панцирник     |
|  |                          |
|  | Пятнистая панцирная щука |
|  |                          |

|  | Тупорылый панцирник   |
|  |                       |
|  | Длиннорылый панцирник |
|  |                       |

## Промысловое значение
Мясо панцирников съедобное, иногда продаётся в магазинах, однако икра панцирников ядовита. Несколько видов содержатся в аквариумах. Известно несколько редких случаев нападения миссисипского панцирника на человека.

## Интересные факты
Панцирник изображён на флаге индейского племени коасати, официально признанного на федеральном уровне в США.